# Censure en France
 (août 2024).
Motif : Plan confus

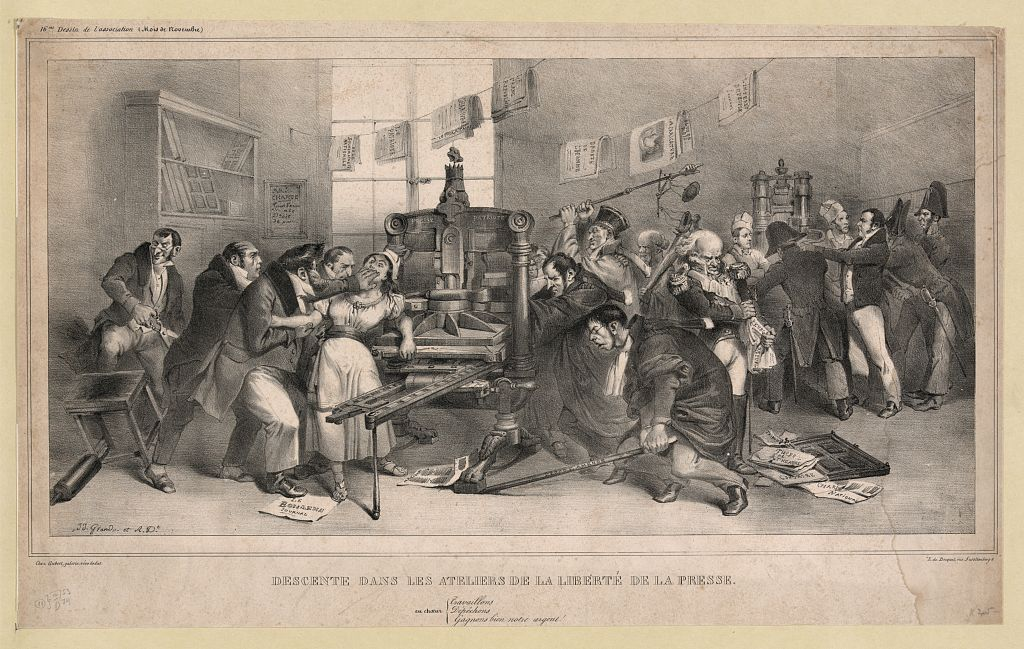
« Descente dans les ateliers de la liberté de la presse ».

La censure en France a pris et peut prendre des formes diverses. Peuvent être distinguées d'une part la censure frappant les écrits, et donc liée à l'imprimerie, d'autre part la censure frappant toute autre forme de média (radio, télévision, internet, chansons, peintures, et toute autre forme artistique). Il existe enfin des phénomènes d'auto-censure, en particulier dans les grands médias.
La liberté d'expression est un droit compris dans la Déclaration des droits de l'homme et du citoyen de 1789. Néanmoins, un décret de Napoléon rétablit officiellement la censure en l'an 1810 tandis que les ultra-royalistes feront passer des lois régissant la liberté de la presse sous la Restauration (1814-1830). La censure perdurera tout au long du XIXe siècle, jusqu'aux lois sur la liberté de la presse passées en 1880-1881 sous la Troisième République. Cette dernière, marquée par les insurrections communalistes, dont l'épisode de la commune de Paris, ainsi que par divers attentats, fera exception avec le mouvement libertaire que les lois scélérates frappent officiellement de censure jusqu'en 1992.
Elle sera rétablie plus largement pendant la Première Guerre mondiale, menant entre autres à la création du Canard enchaîné en 1915, qui utilise le ton satirique pour échapper aux censeurs. Dans sa rédaction originelle, la loi de 1955 sur l'état d'urgence, a permis la censure en autorisant le ministère de l'Intérieur et les préfets à prendre « toute mesure pour assurer le contrôle de la presse et de la radio ». Votée pendant la guerre d'Algérie, cette disposition pouvait être mise en place avec le déclenchement de l'état d'urgence, un régime exceptionnel en cas de péril imminent résultant d'atteintes graves à l'ordre public.

## Histoire

### Sous l'Ancien Régime
Sous l'Ancien Régime, les premières interventions se manifestent avec la montée de l'absolutisme en France. L'affirmation de celui-ci se fait graduellement jusqu'à atteindre Louis XIV. L'État royal doit être alors l'incarnation du bien et de la décision suprême ; il doit occuper seul au-dessus du champ social et de l'espace politique.
Le 18 octobre 1534 après l'affaire des Placards, le roi François Ier, qui était jusqu'alors favorable aux idées nouvelles, ordonne la chasse aux « hérétiques » (en particulier les Protestants) et en 1535 il promulgua un édit contre les imprimeurs insoumis, qui interdisait toute impression de livres sur son royaume. La mesure, cependant, fut tout à fait inefficace, en raison notamment de la contrebande de livres imprimés dans les États protestants voisins (la Genève de Calvin, etc.). En 1629, Richelieu étatisa et laïcisa la censure, jusqu'alors sous la responsabilité de l'Église catholique, et nomma les premiers censeurs royaux.

### Révolution française: liberté d'expression et censure

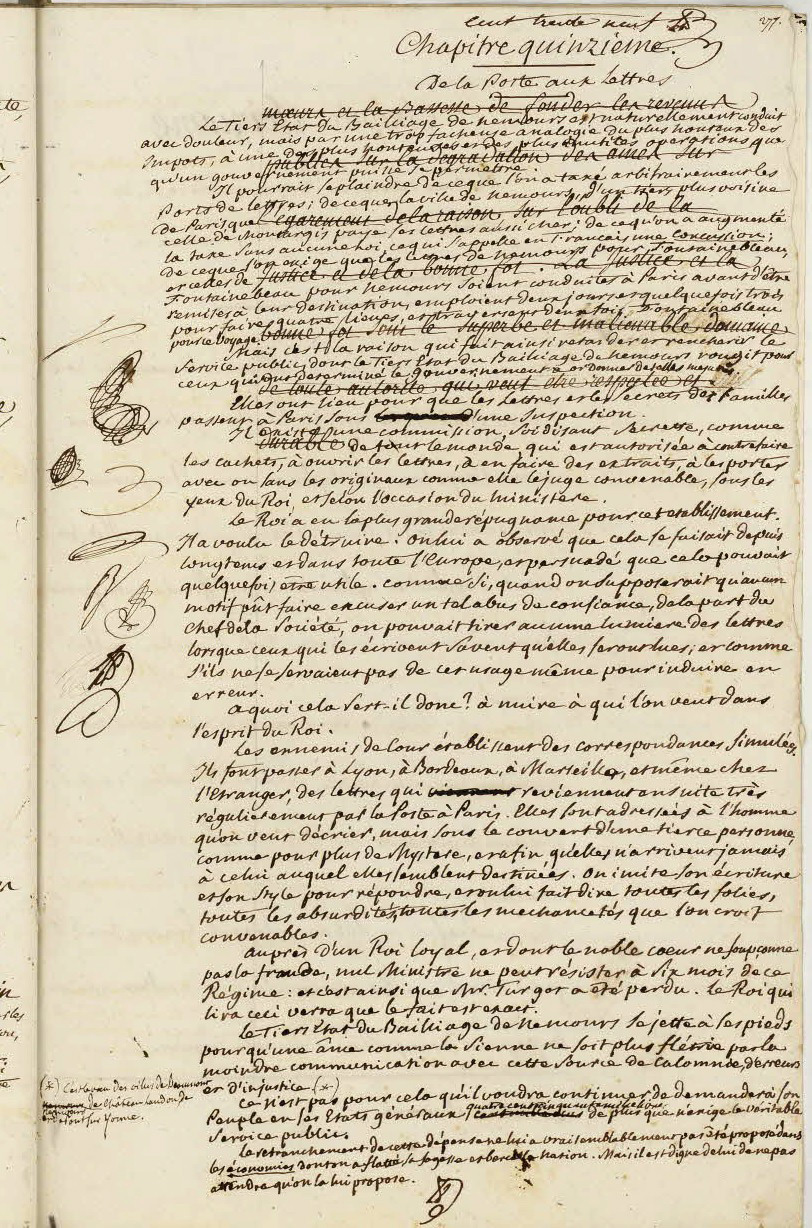
Cahier de doléances de l’ordre du Tiers–État du bailliage de Nemours pour les États–Généraux de 1789. Chapitre 15 «de la Poste aux Lettres»: remontrances dénonçant l’existence d’une « commission secrète connue de tous», siégeant à Paris et chargée d’intercepter et de surveiller la correspondance. Archives nationales de France.

Proclamée le 26 août 1789, la Déclaration des droits de l’homme et du citoyen proclame solennellement la liberté d'expression et de pensée : « Nul ne doit être inquiété pour ses opinions, mêmes religieuses, pourvu que leur manifestation ne trouble pas l'ordre public établi par la loi. » (article 10) et « La libre communication des pensées et des opinions est un des droits les plus précieux de l’homme ; tout citoyen peut parler, écrire, imprimer librement, sauf à répondre de l’abus de cette liberté dans les cas prévus par la loi. » (article 11). Mais ces articles généreux ne furent pas respectés par le Comité de salut public. Ainsi Robespierre fit-il brûler les œuvres de Camille Desmoulins.
Avec la Loi des suspects, les auteurs de propos ou d'écrits estimés contraires à la Révolution, sont punis d'arrestation et souvent de la peine capitale.
Quoi qu'il en soit, on peut selon ces articles de la Déclaration des droits de l'homme et du citoyen sanctionner (a posteriori) une publication, mais en aucun cas empêcher (a priori) celle-ci.

### XIXesiècleet début duXXesiècle

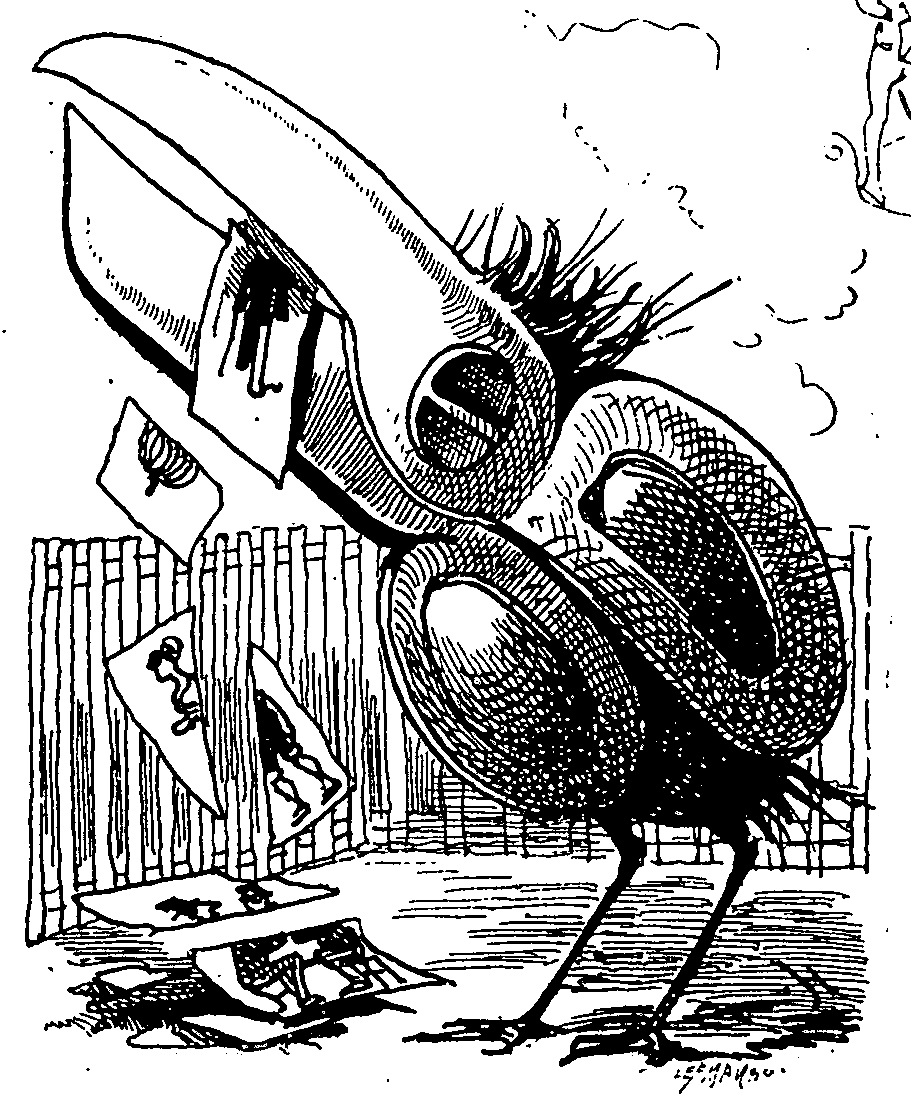
« Censure (Anastasie), illustre des photos, née à Paris sous le règne de Louis XIII. » Dessin de Georges Lafosse paru dans Le Trombinoscope de Touchatout en 1874.

En 1810, un décret de Napoléon rétablit officiellement la censure. La Restauration voit une succession de suppressions et de rétablissements de la censure. Le 25 juillet 1830, le roi Charles X promulgue les Ordonnances de Juillet (ou Ordonnances de Saint-Cloud). La première ordonnance rétablit la censure et l'autorisation préalable de publication. La réaction des opposants, avec à leur tête le journaliste Adolphe Thiers, à ce qu'ils considèrent comme une violation des principes de liberté de la presse de la charte constitutionnelle de 1814 provoque la révolution de 1830 (Trois Glorieuses). La censure disparaît lors de la promulgation de la Loi sur la liberté de la presse du 29 juillet 1881. Cette loi confie au système judiciaire l'essentiel du contrôle des informations publiées en France, effectué a posteriori (après diffusion).
Un an après la promulgation de la loi sur la liberté de la presse, une première restriction est apportée par la loi du 2 août 1882 sur le délit d'outrage aux bonnes mœurs par voie de presse, d'affiche ou d'écrit de toute nature. Cette loi avait pour but de limiter le déferlement de littérature érotique et pornographique alors signalé par la police.
La vague des attentats anarchistes entre 1892 et 1894 aboutit au vote des trois « lois scélérates » en décembre 1893 et juillet 1894. Elles entraineront, pour un temps, la disparition de la quasi-totalité des titres de presse libertaires, dont Le Père Peinard d'Émile Pouget et La Révolte de Jean Grave.
Le 25 février 1894, Jean Grave est condamné à 2 ans de prison et 1 000 francs d'amende pour son livre La société mourante et l'anarchie (1892) accusé de provocation au vol, à l'indiscipline et au meurtre, ainsi que du délit d'apologie de faits qualifiés crimes par la loi. La deuxième édition de l'ouvrage venait d'être imprimée en Belgique avec une préface d'Octave Mirbeau. Lors du procès, Elisée Reclus, Paul Adam, Bernard Lazare et Octave Mirbeau vinrent témoigner en faveur du prévenu. Malgré la belle plaidoirie de l'avocat, maître Émile de Saint-Auban, Jean Grave est condamné à la peine maximum. Les faits reprochés à Jean Grave étant prescrits, le parquet n'hésita pas à instruire contre la deuxième édition d'un livre qui jusque-là n'avait fait l'objet d'aucune poursuite.

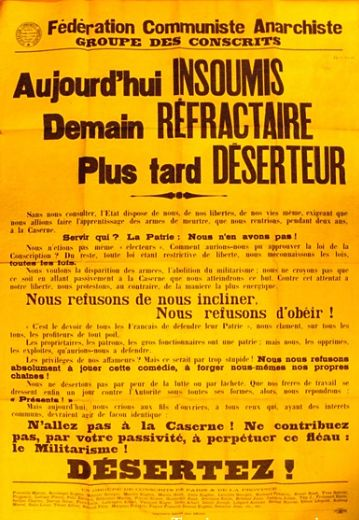
L'affiche du Groupe des conscrits de 1912.

En août 1894, le « Procès des Trente » mélange d'authentiques cambrioleurs partisans de la « reprise individuelle » avec les « intellectuels » du mouvement anarchiste dont Sébastien Faure, Jean Grave et Félix Fénéon. Le président du tribunal échoua à jeter en prison les auteurs anarchistes mais parvint à interdire à la presse de reproduire les débats pour priver la défense d'une tribune extra-judiciaire.
En 1894, Émile Pouget est le seul à pouvoir continuer la propagande par l'écrit en diffusant Le Père Peinard depuis Londres. Les journaux anarchistes reparaissent finalement au cours de l'année 1895.
Après l'arrêt de la « propagande par le fait » par les anarchistes, les antimilitaristes furent à de nombreuses reprises condamnés par la justice. Laurent Tailhade écope de quatre ans de prison pour un article intitulé « Les tueurs de rois ont-ils disparu ? » publié dans Le Libertaire du 15 septembre 1901. Laurent Tailhade contrevenait à la loi du 3 février 1899 punissant l'injure proférée à l'encontre d'un chef d'État ou d'un diplomate étranger. Le 30 décembre 1905, Georges Yvetot, Gustave Hervé et Miguel Almereyda sont condamnés à la même peine pour une affiche appelant les jeunes recrues au meurtre des « soudards galonnés » qui faisaient tirer la troupe sur les grévistes. Seuls deux des vingt-huit inculpés sont acquittés : la seule femme et, sans doute à cause de son grand âge, Amilcare Cipriani. Celui-ci réédite l’affiche en y précisant que son acquittement lui reconnaît le droit de faire cette propagande.
En 1912, un groupe de conscrits rédige un manifeste incitant à l'insoumission et se réfugie à l’étranger. La Fédération communiste anarchiste publie 2 000 affiches et 80 000 tracts avec le manifeste. Son secrétaire national, Louis Lecoin est condamné à quatre ans de prison.
La censure théâtrale disparut en France en 1906, les crédits pour la commission de censure lui ayant été refusés,

### En temps de guerre
La censure fut rétablie au cours des différents conflits, notamment lors des deux guerres mondiales. Pendant ces deux guerres, les articles, dessins et photos censurés ont fréquemment été remplacés par des "blancs" (Le Canard enchaîné à ses débuts dut se débattre contre la censure en adoptant son ton ironique pour la détourner, de nombreux articles, même anodins, étant censurés). La censure est alors représentée sous la forme d'Anastasie tenant de grands ciseaux.

#### Pendant la Première Guerre mondiale
Au moment de la Première Guerre mondiale, la censure est proclamée immédiatement, par le décret du 2 août 1914 instaurant l'état de siège (la veille de la déclaration de guerre entre la France et l'Allemagne). Ce décret est confirmé par la loi votée le 5 août, qui réprime tout ce qui est « de nature à exercer une influence fâcheuse sur l'esprit de l'armée et des populations ».
Un service de censure est mis en place comprenant un bureau de censure au ministère de la guerre et des commissions dans les régions militaires employant au total 5 000 agents, dont les écrivains Guillaume Apollinaire et Victor Margueritte. Ces institutions étaient organisées en 3 services distincts chargés des quotidiens, des périodiques et des livres, et des télégrammes. Les directeurs de publications étaient tenus de présenter les morasses (exemplaires avant impression) à la censure. En fonction des consignes générales et ponctuelles reçues des ministères et du grand quartier-général, le censeur informait d’un article ou passage indésirable le directeur de publication qui pouvait proposer une nouvelle rédaction également soumise à la censure. La publication pouvait remplacer le passage ou l’article censuré par un blanc ou par la mention censurée. La censure n’était donc pas dissimulée. La publication d’articles censurés était passible de sanctions d’amendes, de saisie, jusqu’à l’interdiction temporaire ou définitive.
La censure limitée au départ au domaine militaire fut étendue dès fin septembre aux questions politiques. Le principe de la censure militaire fut très généralement admis car il paraissait nécessaire de ne pas dévoiler des informations qui auraient pu être utilisées par l’ennemi mais son extension à d’autres domaines fut contestée notamment par Georges Clemenceau directeur de L'Homme libre que, après censure, il rebaptise L'Homme enchaîné et par Gustave Tery directeur de L’œuvre. Dans ce dernier quotidien, paraît en feuilleton Le Feu de Henri Barbusse. Le 17 août 1916, un passage y est censuré. En première page, le titre du journal est prolongé ainsi : « L'Œuvre croit montrer aujourd'hui trop de déférence à la Censure ». Un article commente :

« La censure nous a prescrit de supprimer un passage important et nous avons accédé à son désir. Mais ce ne fut pas sans hésitation. Et maintenant que c'est fait, nous ne sommes pas sans-remords.
Il nous semble que nous n'avons pas assez défendu les droits de nos lecteurs - ni ceux, surtout, de notre collaborateur. Bref, nous nous demandons si nous n'avons pas commis une petite lâcheté ? […]
Décidément, nous avons eu bien tort d'être, cette fois, si obéissants. »

— Question de principe, L'Œuvre, 17 août 1916
L’efficacité de la censure ne fut pas absolue, car le personnel n’était pas assez nombreux pour l’examen quotidien de centaines de publications. Des informations qui auraient dû être arrêtées sont donc passées au travers de la censure. De plus, les directives des autorités sont parfois arrivées dans les services après examen des morasses.
En octobre 1914, le journal L’École émancipée est suspendu pour avoir « inséré des articles de nature à exercer sur l’esprit des instituteurs des idées d’internationalisme évident ». Le censeur précise : « Dans un de vos articles vous appelez les Allemands « nos frères » ; de plus dans un autre article, vous avez inséré une phrase en allemand. Vous avez en outre publié une liste d’instituteurs tués ou blessés sur le champ de bataille, ce qui est défendu ».
Dans les dernières années de la guerre, la censure eut également pour mission de limiter les outrances chauvines d’une partie de la presse, très mal supportées par les combattants et même par les civils.
À partir de 1915, les éditeurs de cartes postales sont soumis à une législation leur interdisant de montrer la réalité de la guerre et veillant à ce qu'aucune indication pouvant nuire à la conduite des opérations ne soit dévoilée.
La direction de la censure est proposée au député socialiste, Alexandre Varenne. Son groupe se réunit et déclare que la presse doit être libre même en temps de guerre, si elle ne nuit pas à l'intérêt militaire ou diplomatique. Devant l'insistance d'un certain nombre de ses camarades, Varenne décline la proposition.
En 1916, une Commission de censure cinématographique rattachée au ministère de l'Intérieur de Louis Malvy est instituée pour attribuer aux films un visa d'exploitation qui n'a pas valeur définitive, l'autorisation finale étant accordée par les maires et les préfets. Cette censure, autant politique et morale que militaire, est prolongée après la fin de la guerre, jusqu'en octobre 1919.
Des subterfuges contournent la censure. Par exemple, l’organe de la Fédération des métaux de la CGT publie un manifeste contre la guerre adressé à leurs camarades français par des ouvriers allemands de la mouvance de Liebknecht, Luxemburg et Zetkin. Le texte est diffusé enveloppé dans des exemplaires où il est remplacé par les blancs exigés par la censure.

#### Régime de Vichy
Sous le régime de Vichy, on alla plus loin et la censure devint préventive. Ainsi les directeurs de journaux recevaient-ils de l'autorité compétente des consignes sur les informations à mettre en évidence en première page, à éliminer, ou à réduire à l'état d'entrefilets dans les pages les moins lues.

#### Guerre d'Indochine
Pour une affiche de janvier 1947 contre la guerre d'Indochine, huit militants du Parti communiste internationaliste sont poursuivis en correctionnelle pour avoir « directement provoqué des Français à participer à une entreprise de démoralisation ayant pour but de nuire à la défense nationale »,,.
En mars 1950, la police militaire arrête le militant communiste Henri Martin, marin affecté à l'arsenal de Toulon où il a mené, par tracts et inscriptions à la peinture, une campagne contre la guerre d'Indochine. Il est condamné à cinq années de réclusion pour participation à une « entreprise de démoralisation de l'armée et de la nation »,,. Le Parti communiste français et différentes personnalités mènent une importante campagne autour de cette affaire. La pièce Drame à Toulon - Henri Martin de Claude Martin (sans lien de parenté avec le marin) et Henri Delmas relate la vie et le procès du militant. Charles Denner, René-Louis Lafforgue, José Valverde, Paul Préboist et Antoine Vitez sont quelques uns de ses nombreux comédiens. Le Secours populaire français, qui soutient la campagne pour la libération d’Henri Martin, finance les frais des déplacements et la rémunération des comédiens. Les représentations sont interdites par plusieurs préfets et maires. Mais la censure est souvent déjouée et la pièce est jouée plus de trois cents fois. En novembre 1951, le préfet de police donne l'ordre de décrocher au Salon d'automne sept tableaux dont un baptisé Henri Martin. Ces œuvres sont jugées offensantes pour le sentiment national et indignes d'être exposées dans un bâtiment appartenant à l'État.

#### Guerre d'Algérie
Les autorités sont habilitées par la loi du 3 avril 1955 « à prendre toutes mesures pour assurer le contrôle de la presse et des publications de toute nature ainsi que celui des émissions radiophoniques, des projections cinématographiques et des représentations théâtrales ».
Pour la guerre d'Algérie (1954-62), le pouvoir innova et décida de saisir les journaux (notamment ceux qui évoquaient les actes de torture) sous le prétexte d'« atteinte au moral de l'armée ». La Question d’Henri Alleg et La Gangrène de Bachir Boumaza, parus en 1958 aux Éditions de Minuit et qui dénoncent la torture en Algérie, sont immédiatement censurés. Le journal Témoignages et documents publie des articles censurés dans la presse ainsi que des extraits de livres,. Alors que des conscrits s'interrogent sur leur participation au conflit, Jean-Jacques Servan-Schreiber, dont le magazine L'Express est régulièrement censuré, écrit : « Certains problèmes de conscience qui se posent aux jeunes ne font plus partie de ce que la presse dite libre dans notre république peut aborder, discuter, éclaircir ».
Entre le 1er juin 1958 et le 1er janvier 1960, près de deux cents informations sont ouvertes sur plainte du ministère des armées à l'encontre de divers journaux. Plus de la moitié aboutissent à des condamnations, ce qui, selon le ministre des armées, démontre la volonté gouvernementale de réprimer les « campagnes susceptibles de nuire au moral de l'armée et de la nation ». Au Sénat, le 2 juillet 1959, le communiste Louis Namy estime que « La plupart des poursuites engagées contre la presse démocratique sont fondées abusivement [sur un article de la loi sur la liberté de la presse] qualifiant d'incitation de militaires à la désobéissance tout écrit, tout article relatant les circonstances dans lesquelles sont condamnés et emprisonnés de jeunes Français qui ont pris la décision de se refuser à participer à la guerre d'Algérie. […] Il suffit que le nom de l'un d'entr'eux soit cité dans un journal pour que la parquet soit automatiquement saisi d'une plainte et cela quel que soit le texte de l'article ». Le journal communiste Jeunes filles de France est censuré et condamné pour un article en faveur de René Boyer, un des Soldats du refus, réfractaire à la guerre d'Algérie. Le secrétaire général du Secours populaire français, Julien Lauprêtre, est condamné à 100 000 francs d'amende pour avoir écrit, au nom de l'association, dans le journal Avant-Garde, un article appelant à la solidarité avec les soldats emprisonnés.
En juin 1959, alors que des livres et des journaux font état de tortures pratiquées par l'armée française pendant la guerre d'Algérie, le député Christian de la Malène dépose, avec certains de ses collègues du groupe gaulliste UNR, un projet de loi, non adopté, punissant de travaux forcés « tous actes sciemment accomplis » (non plus seulement, comme dans l'ancien article 76, les entreprises concertées) « de nature à porter atteinte au moral, à l'unité, à la discipline, à la hiérarchie de l'armée, à faire douter de la légitimité de la cause qu'elle sert d'ordre du gouvernement », en particulier par voie de presse.
La répression vise les signataires du Manifeste des 121 titré « Déclaration sur le droit à l’insoumission dans la guerre d’Algérie ». Les artistes sont évincés des théâtres subventionnés et sont privés des avances sur recette cinématographiques. À la RTF, les signataires se voient interdire toute collaboration au sein d'un comité de réalisation, tout rôle, entretien, citation d'auteur ou compte-rendu d'ouvrage. En conséquence, de nombreuses émissions déjà enregistrées ou en projet sont annulées,. En protestation, l’émission de radio Le Masque et la Plume est « sabordée » par l'un des animateurs, Jérôme Peignot, et est suspendue pour six mois. Frédéric Rossif et François Chalais font de même pour l'émission Cinépanorama. François Chalais commente : « Il nous devient impossible de rendre compte de l'ensemble de l'actualité cinématographique. Si Marilyn Monroe vient à Paris, je ne pourrai même pas la présenter aux téléspectateurs car elle me parlera de son prochain film tiré d'une œuvre de Sartre ». Le ministre de l'Information décide alors que François Chalais doit cesser tous rapports avec la RTF. La solidarité des réalisateurs et producteurs obtient la levée de l'interdiction. Des personnalités et des associations, notamment des syndicats,,, défendent la liberté d’expression et s’opposent aux interdictions de travail,,,.
Le 19 novembre 1961, une circulaire du Garde des Sceaux précise le régime pénitentiaire des détenus de la catégorie A « en relation avec les événements d'Algérie ». Les détenus peuvent s'abonner à des quotidiens à l'exception de L'Humanité et de Libération (journal de 1941 à 1964) et à des périodiques selon la liste arrêtée par le Ministre de la Justice et se procurer des livres édités en France exclusivement.
Le 9 mars 1962, le Procureur général, directeur de l'administration pénitentiaire, se fonde sur l'article D.415 du code de procédure pénale pour adresser un courrier de refus à Jean-Jacques de Felice, avocat d'objecteurs de conscience emprisonnés pour qui il sollicite l'autorisation de « traiter dans leur correspondance avec leur famille de problèmes sociaux et politiques ».

#### Hors périodes de guerre
En dehors des périodes de guerres, au cours des années 1930 et après la Seconde Guerre mondiale, la censure ne s'applique qu'à la presse enfantine pour des raisons morales.
Durant l'entre-deux-guerres, Louis Bethléem est considéré comme « le père Fouettard de la littérature ».

## Sujets censurés

### Répression de l'antimilitarisme
En France, la critique de l'institution ou des pratiques militaires est souvent réprimée en la considérant comme une injure ou une démoralisation de l'armée ou une incitation de militaires à la désobéissance.

« Il paraît plus facile à M. le ministre de la Guerre de réprimer la presse qui dénonce les abus militaires que de réprimer les abus eux-mêmes. »

— Jean Jaurès, L'Affaire Dreyfus et la presse
Une loi du 27 juillet 1849 instaure un nouveau délit de presse, la « provocation de militaires à la désobéissance ». Contrairement à la plupart des autres délits, celui-ci ne sera pas abrogé par la loi du 29 juillet 1881 sur la liberté de la presse. La brochure d'Auguste Caunes Le Régime du sabre est une des premières publications à en faire les frais.
À propos d'un livre d’Abel Hermant publié en 1887, un colonel ordonne :

« Tout exemplaire du Cavalier Miserey saisi au quartier sera brûlé sur le fumier, et tout militaire qui en serait trouvé possesseur sera puni de prison. »

— Cité par Anatole France, La Vie littéraire, Calmann-Lévy, 1921, 1re série, p. 73-83.
Lucien Descaves, auteur du roman Les Sous-offs (1889), est traduit en cour d'assises, en compagnie de son éditeur, pour injures à l'armée et outrages aux bonnes mœurs. Il est acquitté.
En août 1894, l'éditeur Armand Gosselin est condamné par la Cour d'assises à un an de prison ferme pour avoir publié le texte de L'Internationale, incriminé pour le cinquième couplet :

« Les Rois nous saoulaient de fumées,
Paix entre nous, guerre aux tyrans !
Appliquons la grève aux armées,
Crosse en l’air et rompons les rangs !
S’ils s’obstinent, ces cannibales,
À faire de nous des héros,
Ils sauront bientôt que nos balles
Sont pour nos propres généraux. »

Avant la Première guerre mondiale, les Bourses du travail et la Confédération générale du travail (CGT) pratiquent le syndicalisme révolutionnaire et antimilitariste. La CGT diffuse un appel « Aux camarades de la caserne » à fréquenter les maisons syndicales de leurs garnisons. Le Ministre de la Guerre interdit aux militaires l'accès aux bourses. 

« Il importe d'ailleurs que cette propagande soit soigneusement exclue de la caserne et [… d'] en interdire l'accès à tout écrit ou imprimé analogue qui […] prétendrait exercer sur le soldat une action indépendante de l'autorité militaire ou non contrôlée par elle. »

— Général André, lettre confidentielle au gouverneur général de Paris, avril 1902

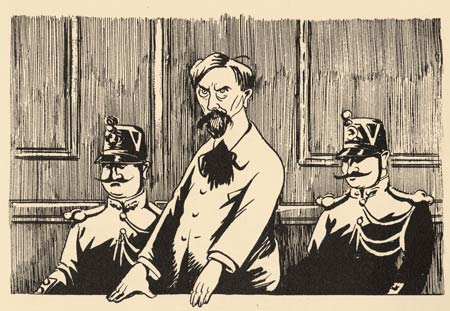
Le 26 septembre 1908, Aristide Delannoy lors de son procès pour une caricature du général Albert d'Amade publiée dans Les Hommes du jour (dessin de Vivriès).

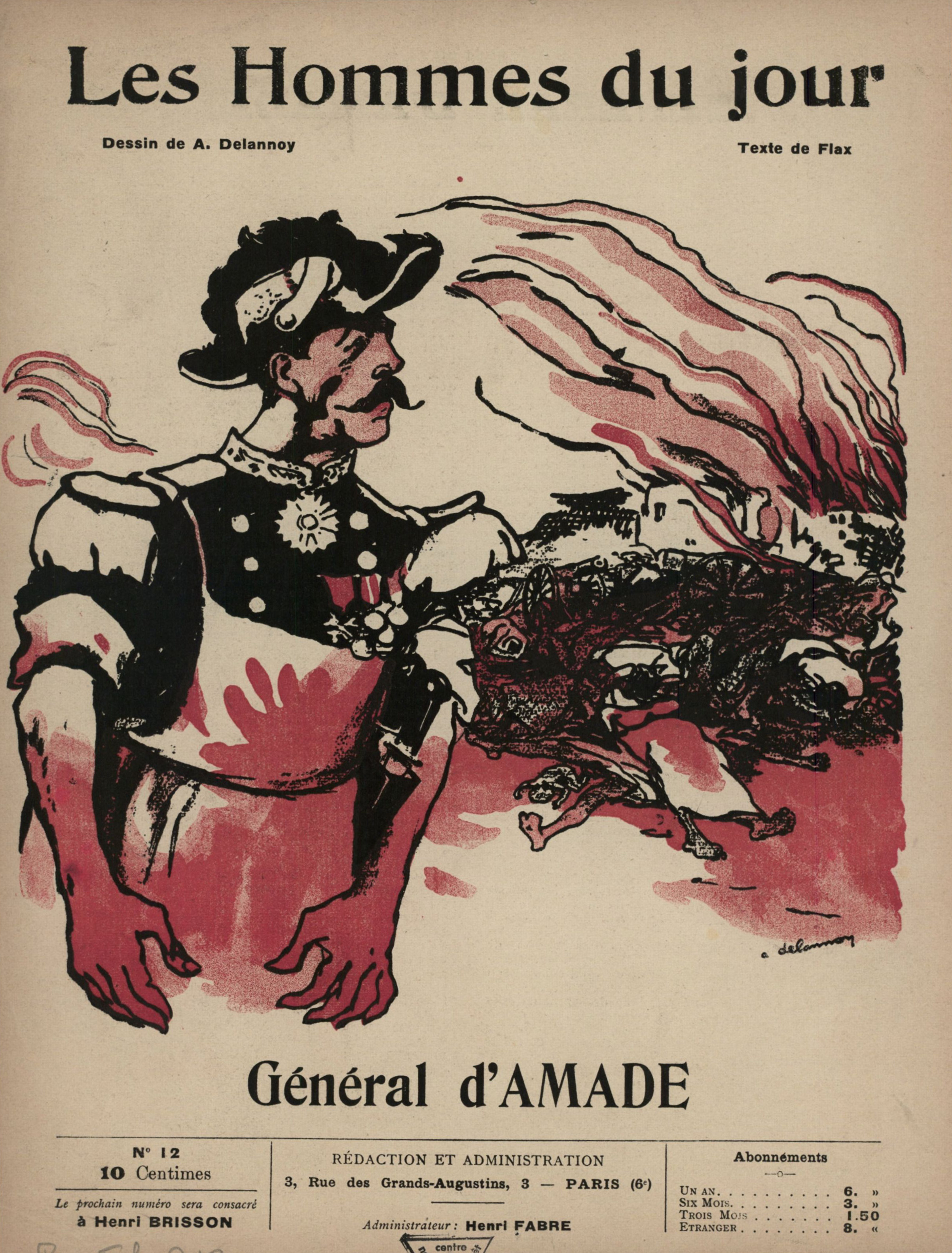
Caricature du Général Albert d'Amade par Aristide Delannoy, n°12, 1908.

En 1908 et 1909, deux articles dans Les Hommes du jour, valent la prison à Victor Méric. Comme Aristide Delannoy, auteur de la caricature du Général Albert d'Amade au tablier ensanglanté, il est condamné par la cour d’assise de la Seine à un an de prison et 3 000 F d’amende, pour diffamation et injures envers l’armée le 26 septembre 1908. Quinze personnalités, dont Octave Mirbeau, Anatole France et Lucien Descaves, témoignent au procès. Méric est condamné à six semaines de prison et 600 F d’amende pour complicité de diffamation et injures envers l’armée le 26 avril 1909. Il purge sa peine au quartier politique de la prison de la Santé, où il a notamment pour co-détenus Gustave Hervé et Miguel Almereyda. Une condamnation plus lourde à cinq ans de détention lui est également infligée, mais est effacée par une amnistie.

« Puis, j’entrais, à mon tour, dans l’hospitalière maison de la Santé. Je venais de recueillir une année de prison pour avoir trop vigoureusement exprimé ma pensée sur l’expédition du Maroc et les massacres de Casablanca. Quelque temps après, j’écopai encore de six semaines pour avoir médit de la caserne dans une chronique purement littéraire consacrée à Lucien Descaves et à son roman : Sous-Off’s. Enfin, les affaires sanglantes de Draveil-Villeneuve, où la troupe tira sur la foule ouvrière (sous le premier ministère Clemenceau), m’avaient valu une condamnation à cinq années (cette dernière condamnation fut amnistiée par la suite). »

— Victor Méric, À travers la jungle politique littéraire, Op. Cit., p.19
.
Benoît Liothier dénonce les bagnes militaires surnommés Biribi dans une pièce titrée Aux Travaux. Elle est jouée en 1912 devant près d’un millier de personnes à Roanne par le groupe artistique stéphanois avant d’être interdite par le sous-préfet.
Arrêté le 31 août 1939 dans la Haute-Loire pour « détention et distribution de tracts d’origine ou d’inspiration étrangère » et pour « incitation de militaires à la désobéissance », l'instituteur libertaire Maurice Bouvret est révoqué et condamné, d’abord par un tribunal civil, puis par le tribunal militaire de Clermont-Ferrand le 21 mars 1940 à quatre ans de prison et 1 000 francs d’amende.
Le 6 février 1970, trois soldats, militants de la Ligue communiste, Alain Hervé, Serge Devaux et Michel Trouilleux sont condamnés à des peines de prison pour distribution du journal Crosse en l’air, sous l’inculpation d’incitation de militaires à la désobéissance et d’atteinte au moral des troupes. Une importante campagne a lieu pour les soutenir.
Le 8 mai 1972, cinq jeunes gens et la mère du déserteur Armel Gaignard sont relaxés par le tribunal de grande instance de Nantes où ils comparaissent pour avoir distribué un tract affirmant « Refuser d'être soldat est une contribution nécessaire à l'avancement de la lutte des classes. » et dénonçant « l'armée qui protège les riches qui nous volent,. »
Le tribunal correctionnel de Mulhouse, investi par des policiers armés et casqués, juge le 24 mai 1973 le mensuel alsacien Klapperstei 68 poursuivi pour « provocation de militaires à la désobéissance, injures publiques envers l'armée et provocation à la désertion » par la publication d'un article titré de vers du cinquième couplet de L'Internationale.
En 1973, à Lyon, quatre chefs d’inculpation sont signifiés à douze personnes : injures envers l'armée, incitation de militaires à la désobéissance, provocation à la désertion et à l'insoumission, incitation à autrui pour bénéficier du code du service national dans le but exclusif de se soustraire à ses obligations militaires. Ces inculpations visent des militants du Groupe d'action et de résistance à la militarisation ainsi que Henri Leclerc, gérant de la SARL Imprimerie presse nouvelle qui a imprimé les tracts incriminés. C’est la première fois depuis quatre-vingt-dix ans qu’un imprimeur va être jugé comme complice de diffuseurs d’imprimés. Les quatre tracts sont aussitôt réimprimés dans un numéro spécial de la Lettre des objecteurs. Le 12 février 1974, trois-cents personnes se massent pour assister à l’audience. L'éditeur François Maspero témoigne. La défense fait état de quatre cents lettres de soutien dont celles de Pierre Mendès France et de Daniel Mayer, président de la Ligue des droits de l’Homme. Les prévenus sont condamnés à des amendes. L'imprimeur est relaxé en appel.
Dans sa note confidentielle no 46976, Michel Debré, ministre de la Défense, écrit à propos de La bombe ou la vie : « Le livre de [l'abbé] Jean Toulat renfermant des passages susceptibles de nuire à la discipline et au moral des troupes, l'achat et la mise en circulation de ce livre par les bibliothèques militaires et les foyers sont interdits jusqu'à nouvel ordre ». Des personnalités, dont Jean Rostand, Bernard Clavel, le général Jousse, Alfred Kastler, l'abbé Pierre dénoncent cette interdiction comme « une atteinte au droit à l'information reconnu par la déclaration universelle des droits de l'homme ».
En 1974, le quotidien Libération est interdit officiellement dans les casernes « en raison de la publication (…) d'articles susceptibles de nuire à la discipline et au moral des troupes ». Le 28 août 1974, le ministre de la défense, Jacques Soufflet, publie la liste des dix publications qui restent interdites dans les casernes : Crosse en l'air, Lutte antimilitariste, Soldats en lutte, Politique-Hebdo, Charlie-Hebdo, Col rouge, Lettre des objecteurs, Libération, Hara-Kiri et Rouge. Précédemment, le nombre des publications interdites était de deux cent cinquante, dont L'Humanité qui l'était depuis 1947.
Un collectif d'associations réclame l'abolition des tribunaux permanents des forces armées dénoncés comme une juridiction d'exception. En mars 1975, il publie une plaquette La justice militaire, ce qu’il faut savoir. Des caricatures de Cabu illustrent la publication ainsi qu’une affiche « Les tares de la justice plus les tares de l’armée, ça fait beaucoup ! ». Dans plusieurs villes, en 1976 et 1977, l’affiche fait l’objet d'une plainte du ministre de la Défense pour « injures à l'armée » et d’une série de condamnations des colleurs, du dessinateur, du directeur de Cité nouvelle, Ambroise Monod, et de celui du journal du Comité antimilitariste, Lutte antimilitariste, Pierre Halbwachs, qui publie l’affiche en couverture.
Vingt-cinq membres du Groupe Insoumission, inculpés d'« incitation à la désertion et à l'insoumission », sont jugés à Lyon, le 30 janvier 1978 et condamnés à 1 000 francs d’amende avec sursis.
L'article 11 de la loi de 1963 régissant le statut des objecteurs de conscience a interdit jusqu'en 1983 toute propagande tendant à inciter autrui à bénéficier de la loi dans le but exclusif de se soustraire à ses obligations militaires. Après plusieurs inculpations pour ce motif, des militants distribuent le texte du statut avec, ironiquement, comme seul commentaire « La loi permet de ne pas faire le service militaire mais elle interdit de le faire savoir ». Le pasteur René Cruse, par exemple, est inculpé en 1971. En juin 1972, le directeur du journal Fais pas le zouave est condamné à 800 francs d'amende pour le même motif. Le 22 décembre 1977, une circulaire des PTT signale à ses services qu'un Comité de soutien aux objecteurs de conscience diffuse des enveloppes dont une face extérieure reproduit quatre articles de la loi relative à l'objection de conscience et qu'il faut les refuser et les renvoyer à l'expéditeur. Paradoxalement, un service public interdit donc la diffusion d'un texte de loi. C'est au nom du même article que, le 27 février 1979, le tribunal de Nancy dissout la Fédération des objecteurs.
En décembre 1970, Radio Lyon, station locale de la Radiodiffusion-télévision française, enregistre l'émission Six jeunes autour d'un livre à propos de L’État de défense avec deux des auteurs, Dominique Arrivé et Bernard Vandewiele ainsi que quatre autres membres du Groupe d'action et de résistance à la militarisation. Maître Jean-Jacques de Felice apporte son commentaire. À la suite des informations fournies par les Renseignements généraux et des pressions du cabinet du préfet du Rhône et de l’état-major de Lyon, la direction nationale de la RTF empêche la diffusion programmée de l'émission au prétexte que la propagande pour l'objection est interdite.
La diffusion sur France Inter de la chanson antimilitariste La médaille de Renaud entraîne une plainte de l’Association de soutien à l'armée française envers Radio France et son président Michel Boyon, jugeant les paroles offensantes pour l'armée française et les anciens combattants. En septembre 1997, le tribunal correctionnel de Paris relaxe le prévenu, considérant que la chanson contenait effectivement des offenses envers l’armée mais que seul le ministre de la Défense pouvait intenter des poursuites,.

### Stupéfiants
L'article L.630 de la loi du 31 décembre 1970 instaure une censure sur les publications et objets de propagande « présentant l'usage de stupéfiants sous un jour favorable ». L'article précise que « lorsque le délit prévu par le présent article est commis par la voie de la presse écrite ou audiovisuelle, les dispositions particulières des lois qui régissent ces matières sont applicables en ce qui concerne la détermination des personnes responsables ».
Cette loi est régulièrement invoquée pour confisquer les publications réclamant la dépénalisation ou la légalisation du cannabis ou d'autres stupéfiants (par exemple l'Éléphant rose ou contre le CIRC) et est source de controverse lorsque le débat sur le cannabis médical ressurgit. Ainsi, le groupe de rock Matmatah a été condamné en juin 2000 à 15 000 francs d'amende pour « provocation à l’usage de stupéfiants » et « présentation sous un jour favorable de l’usage et du trafic » dans sa chanson L'Apologie.
Cette incrimination a été remplacée par un délit de "provocation à l'usage de stupéfiants",.

## Faits de censure depuis 1945
Ne sont pas traités ici l'imposition ou la très forte suggestion de sujets à traiter, car non dérangeants pour le pouvoir en place, ou en accord avec lui. Voir pour cela les articles sur le ministère de l'information et sur l'Agence France-Presse.

### Moralité

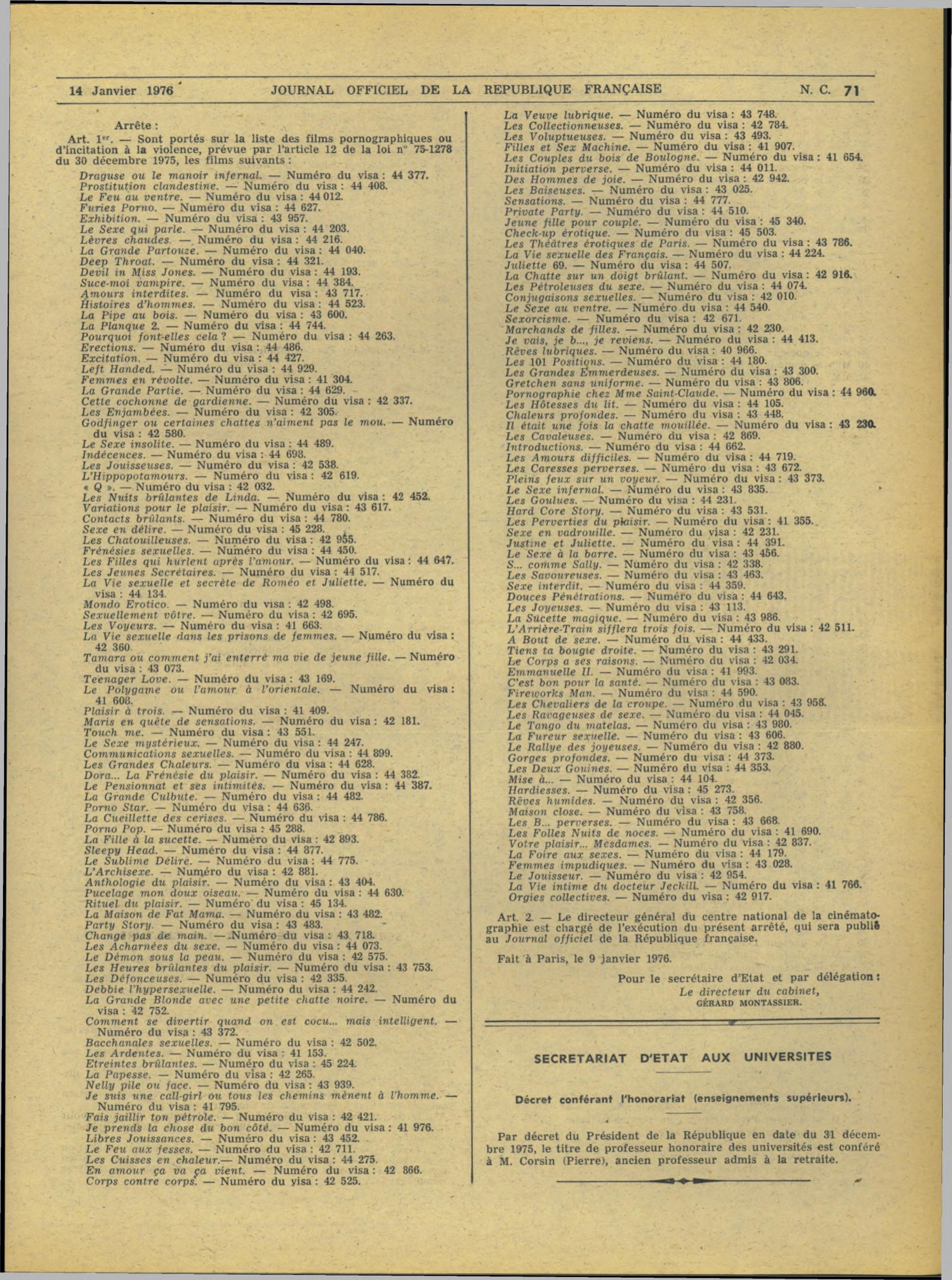
Liste de films pornographiques ou d'incitation à la violence publiée au Journal officiel le 14 janvier 1976.

Une commission de contrôle des films cinématographiques est instituée le 3 juillet 1945. Présidée par le conseiller d'État Georges Huisman puis à partir de 1968 par Henry de Ségogne, elle censure de la Libération jusqu'en 1975 près de 3 000 longs-métrages : la censure peut aller à l'interdiction totale (405 œuvres sur cette période, toutes des films étrangers) ou partielle (comme pour La Religieuse, Easy Rider ou Orange mécanique), malgré l'autorisation préalable obligatoire accordée par une sous-commission de pré-censure. Le relâchement de la censure cinématographique qui accompagne l'élection de Valéry Giscard d'Estaing à la présidence de la République voit le déferlement d'une vague de cinéma pornographique et érotique : en 1974, année de sortie d'Emmanuelle, sur 520 films distribués en France, 128 s'affichent comme érotiques, voire pornographiques. Si la fin de la censure « politique » est confirmée par les présidents suivants, la « censure économique » s'intensifie sur ces films par la loi du 30 décembre 1975 qui institue le classement X avec une TVA majorée, le prélèvement de 20 % sur les bénéfices pour soutenir les films « de qualité », la diffusion dans un réseau de salles spécialisées.
En 1949 est créée la Commission de surveillance et de contrôle des publications destinées à l'enfance et à l'adolescence qui a pour but de censurer principalement les bande dessinées étrangères qui montrent sous un jour favorable .
En 1976, les négatifs du film L'Essayeuse de Serge Korber ont été saisis et brûlés pour « apologie du vice », à la suite d'une décision de justice après la plainte de deux associations « familiales ».

### Pressions politiques
Après la Seconde Guerre mondiale, le contrôle de l'ORTF sur les médias donna lieu à des faits de censure (notamment contre Hara-Kiri et Charlie Hebdo)[réf. nécessaire].
A la mi-décembre 1971, l'écrivain Maurice Clavel quitte le plateau de la première chaine de télévision au cours d'un débat avec le ministre Jean Royer pour protester contre une coupe dans un reportage en lançant la célèbre formule "Messieurs les censeurs, bonsoir !".
La chanson Hexagone de Renaud a été, lors de sa sortie en 1975 sur l'album Amoureux de Paname, censurée sur les ondes de Radio France.
Le dictateur Togolais Gnassingbé Eyadema appela l'Élysée le 17 septembre 2002 afin d'empêcher RFI (financée par le ministère des Affaires étrangères) de diffuser un entretien avec son principal opposant, Messan Agbéyomé Kodjo. À la suite des protestations des syndicats de journalistes, Jean-Paul Cluzel, le PDG de RFI, décida finalement de diffuser tout de même l'interview. En outre, un reportage levant la question des responsabilités de la DGSE dans la mort en 1995 du juge Bernard Borrel à Djibouti, diffusé le 17 mai 2005, fut enlevé après coup, sans explications, du site internet de la radio — peut-être à la suite d'une intervention du président Ismaïl Omar Guelleh.
Dans un arrêt du 7 février 2003 (no 243634), sur la requête du GISTI, le Conseil d'État a annulé le refus du Premier ministre d'abroger le décret-loi du 6 mai 1939, relatif au contrôle de la presse étrangère, modifiant l'article 14 de la loi du 29 juillet 1881 sur la liberté de la presse pour violation de l'article 10 de la Convention européenne des droits de l'homme; ce décret-loi a été abrogé par le décret no 2004-1044 du 4 octobre 2004.
Le Syndicat national des journalistes (SNJ) ainsi que les journalistes du quotidien économique La Tribune, contrôlé par le groupe LVMH de Bernard Arnault, ont dénoncé le caviardage par le directeur de la rédaction, François-Xavier Pietri, d'un sondage favorable à Ségolène Royal, candidate à la présidentielle de 2007. La Une de La Tribune du 4 septembre 2006 devait en effet présenter une photo de Royal avec la mention « Royal en tête sur l'économique et le social ». Un sondage CSA commandé par La Tribune montrait que 54 % des personnes interrogées faisaient confiance à la candidate socialiste pour ce qui relève de la vie économique et sociale, contre seulement 49 % pour le candidat de l'UMP Nicolas Sarkozy. Si la décision de censurer cette Une n'a été prise, en toute probabilités, que sous la responsabilité exclusive du directeur de la rédaction, Bernard Arnault est néanmoins un patron très proche de Nicolas Sarkozy, et a d'ailleurs été son témoin lors de son mariage avec Cécilia Ciganer en 1996, tandis que le patron du pôle presse de LVMH n'est autre que Nicolas Bazire, ancien directeur de cabinet d'Édouard Balladur à Matignon et vieil ami de Mr Sarkozy,.
En pleine affaire des caricatures de Mahomet publiées par Charlie Hebdo, le juge Clément Schouler, membre du Syndicat de la magistrature, et le caricaturiste Placid ont été condamnés en cour d'appel, le 18 janvier 2007, pour le livre Vos papiers ! Que faire face à la police ? édités par L'Esprit frappeur . Placid a écopé de 500 euros d'amende. Le ministre de l'Intérieur Daniel Vaillant (PS) avait porté plainte contre ce livre, plainte relayée par les ministres successeurs.
En première instance, le tribunal avait jugé que la critique de la police « participe du nécessaire contrôle démocratique du bon fonctionnement des institutions, et spécialement de celles chargées de faire respecter la loi », et affirmait à propos de la caricature d'un policier en couverture, que ce « visage à la frontière de l'homme et de l'animal, dénué de toute prétention anatomique, suggérant une certaine faiblesse intellectuelle derrière l'affirmation agressive d'une autorité sûre d'elle-même, relève du genre de la caricature », protégée par la liberté d'expression. Mais la Cour d'appel a condamné au contraire le juge Schouler pour avoir « présenté de façon péremptoire comme établi un comportement reproché à l'ensemble de la police nationale » : la phrase incriminée du livre, qui expliquait les droits des citoyens confrontés aux contrôles d'identité, affirmait : « Les contrôles au faciès, bien que prohibés par la loi, sont non seulement monnaie courante mais se multiplient ». Le caricaturiste Placid a aussi été condamné, les juges affirmant que « si le genre de la caricature admet la dérision, il ne saurait pour autant autoriser des représentations dégradantes ». L'arrêt de la cour d'appel a été cassé et l'affaire a été renvoyée devant une autre cour.
Trois cents caricaturistes ont publié un livre de soutien à Placid, intitulé Tous coupables et publié aux éditions du Faciès, créées pour la circonstance par quarante éditeurs spécialisés dans le dessin ou la BD.
Le 21 février 2008, le Courrier international titre « Sarkozy, ce grand malade » par le journaliste d'El País Lluis Bassets. Deux afficheurs, Metrobus et Relay (Arnaud Lagardère) ont refusé de placarder les affiches du journal. Courrier international dénonce un « acte de censure ».
Le blog anti-sarkozyste, Torapamavoa, « 15e musicien français le plus vu avec 3 millions de visites en 2 ans » selon Bakchich, a été supprimé à plusieurs reprises, sans explications, par les hébergeurs MySpace puis YouTube .
En octobre 2020, le ministre de l'Intérieur Gérald Darmanin menace publiquement l'artiste Paolo Cirio d'engager des poursuites judiciaires à son encontre s'il ne retire pas l'exposition de son œuvre "Capture". Cette œuvre, qui a pour but de dénoncer les dangers de l'usage de la reconnaissance faciale par les autorités et de promouvoir la protection des données personnelles, consiste en mille photographies glanées sur internet montrant les visages de membres des forces de l'ordre. En outre, l'artiste appelle chacun à identifier ces policiers et gendarmes et à dévoiler leurs noms sur un site internet dédié. Le locataire de la place Beauvau s'insurge contre une « insupportable mise au pilori de femmes et d'hommes qui risquent leur vie pour nous protéger », tandis que les syndicats de police dénoncent de conserve une entreprise « criminogène » et « anti-flic ». Face à la polémique, le centre d'art de Tourcoing déprogramme "Capture" en invoquant une violation de l'engagement de ne pas appeler à désigner nommément les policiers qu'aurait pris l'artiste. En réaction, Paolo Cirio dit se sentir menacé et quitte le territoire français après avoir retiré l'œuvre artistique de son site internet. Se considérant comme censuré, il critique une situation particulière à la France où les institutions défendraient selon lui la police au détriment de la protection des artistes et de leur liberté d'expression. Il reçoit également le soutien de la Quadrature du Net, qui déclare à ce sujet : « La pression à la fois du ministre de l’intérieur et d’un syndicat de police sur une exposition d’art contemporain démontre l’asymétrie des pouvoirs que l’exposition comptait précisément mettre en lumière ».

### Autocensure
Après l'élection de Nicolas Sarkozy à la présidence le 6 mai 2007, un article du Journal du dimanche qui affirmait que Cécilia Sarkozy n'avait pas voté au deuxième tour aurait été censuré. Les journalistes du SNJ-CGT et de l'USJ-CFDT du groupe Hachette-Lagardère, propriétaire du JDD, ont dénoncé « une nouvelle ingérence de la direction du groupe Lagardère »,.
Le Figaro a retouché la photo de la ministre Rachida Dati le 19 novembre 2008, en effaçant une bague Chaumet d'une valeur de plus de 15 000 euros, fait relaté par L'Express. Le 25 novembre, le quotidien conservateur affirmait, par la voix de son directeur des rédactions, Étienne Mougeotte, que dorénavant une règle simple sera observée au Figaro. « Aucune modification ne pourra être apportée à une photo d'actualité à l'exclusion du cadrage et à condition que cela ne modifie en rien le sens de la photo. C'est en appliquant cette règle simple et impérative que nous éviterons le renouvellement de ce type d'erreur ».

## Limitations à la liberté d'expression
La loi Gayssot (1990) « ten[d] à réprimer tout propos raciste, antisémite ou xénophobe ». Présentée au Parlement par le député communiste Jean-Claude Gayssot, son article premier dispose que « Toute discrimination fondée sur l'appartenance ou la non-appartenance à une ethnie, une nation, une race ou une religion est interdite ».
La loi qualifie également de délit, dans son article 9, la contestation de l'existence des crimes contre l'humanité comme définis dans le statut du Tribunal militaire international de Nuremberg, punissant ainsi les auteurs et diffuseurs de propos négationnistes et révisionnistes.
En outre, la loi du 30 décembre 2004 punit les auteurs de propos incitant « à la haine ou à la violence » ou « l'injure commise dans les mêmes conditions à l'égard d'une personne ou d'un groupe de personnes à raison de leur sexe, de leur orientation sexuelle ou de leur handicap ». C'est sur cette base que le député UMP Christian Vanneste avait été condamné le 24 janvier 2006 par le tribunal correctionnel de Lille pour avoir tenu des propos homophobes dans différents journaux, qualifiant notamment l'homosexualité d'« inférieure à l’hétérosexualité », la jugeant « dangereu[se] pour l’humanité » si « pouss[ée] à l’extrême ». Cette condamnation fut confirmée en appel avant d'être cassée le 12 novembre 2008 par la Cour de cassation qui a alors blanchi le député en estimant que ses propos ne dépassaient pas le cadre de la liberté d'expression.
Pour l'avocat Emmanuel Pierrat, si la liberté d'expression fait partie intégrante de la Constitution de l'État français, la portée de ce principe général a été de plus en plus réduite dans les faits par la limitation apporté par le complément de phrase « sauf dans les cas où la loi en dispose autrement ». Il existerait « 450 textes environ, dispersés, traitant de la diffamation, de l'injure, de l'offense au chef de l'État, du respect de la vie privée, de la présomption d'innocence… Au-delà du principe, l'exception est devenue la règle ». Selon Pierrat, « on n'ose même plus plaider la liberté d'expression: tout ce qui intéresse un juge, c'est savoir s'il y a une diffamation ou une incitation à la haine raciale, etc. On est donc véritablement dans le régime d'une censure ».

## Censure par média

### Télévision
Au cours des années 1990, les séries d'animation japonaises (ou anime) diffusés dans les émissions pour jeunes ont été progressivement de plus en plus censurés, jusqu'à disparaître de l'antenne malgré leur succès. L'anime le plus censuré a été la série adaptée du manga Ken le Survivant (Hokuto no Ken).
Depuis la fin des années 1990, il est aussi possible de constater que les chaînes de télévision françaises procèdent régulièrement à une censure sur de nombreuses séries télévisées américaines : il s'agit principalement de couper des scènes jugées trop violentes, dérangeantes ou de modifier des dialogues jugés perturbants, politiquement incorrects ou faisant référence à une marque publicitaire,,.
Cette censure est effectuée, selon les cas, sous la pression du CSA ou de la propre initiative de la chaîne. Dans ce dernier cas, l'auto-censure est généralement effectuée dans l'optique de ne pas choquer ou rebuter le téléspectateur. Cette pratique a atteint son point d'orgue lorsque TF1, dans un souci de politiquement correct, a diffusé une fiction sur l'ascension au pouvoir d'Hitler en l'expurgeant des scènes les plus significatives (des scènes, par exemple, où Hitler tient des discours antisémites).

### Musique
Deux agents municipaux et trois rappeurs sont passés en procès à Bobigny en avril 2007 pour « injures » à la suite d'un CD distribué dans la ville, dirigée à l'époque par Bernard Birsinger. Jean-Christophe Lagarde, député UDF et maire de Drancy, avait interpelé le ministre de l'Intérieur Dominique de Villepin en octobre 2004, lequel a saisi le préfet pour déposer plainte (chose faite le 18 novembre 2004). Le procureur a demandé des peines de 1 000  à   3 000 euros. Catherine Peyge, la maire PCF de Bobigny, a lancé le même jour un « appel national pour la liberté d'expression », dénonçant une « dérive autoritaire qui voit la restriction de la liberté d'expression devenir monnaie courante ».
En novembre 2005, le député UMP François Grosdidier porta plainte contre divers groupes de rap français, certains dissous, en invoquant leur caractère d'« incitation au racisme et à la haine ». Déposée dans le contexte des émeutes de l'automne, de nombreuses personnes à gauche, ont dénoncé cet « acharnement » comme des tentatives de censurer la parole des quartiers. Les groupes concernés sont : Monsieur R, Smala, les groupes Lunatic (dissous), 113, Ministère A.M.E.R. (dissous) et les chanteurs Fabe (retiré du rap) et Salif.

#### Liste de chansons censurées
- Quand un soldat, de Francis Lemarque, chantée par Yves Montand en 1953
- Sanguine de Prévert, musique Henri Crolla, déconseillée en 1953, chantée par Yves Montand, Claude Nougaro et Lio.
- Liste des chansons censurées de Jean Ferrat :
  - Nuit et Brouillard, « déconseillée » sur les antennes ;
  - Potemkine, décrite comme appel à la révolte ;
  - Ma France, dite « irrévérencieuse » pour le pays ;
  - Au Printemps de quoi rêvais-tu ?, en plein contexte de l'après Mai 1968 ;
  - Un Air de Liberté, dite « diffamatoire » à l'encontre de Jean d'Ormesson.
- Paris Mai, de Claude Nougaro, est interdite de diffusion, là encore dans le contexte de l'après Mai 1968, car jugée « subversive »[123].
- Liste des chansons censurées de Léo Ferré :
  - Mon Général, Les Quat' cents coups, auto-censure par Barclay en 1961.
- Un cas particulier, Les Ricains (comme Douce France, chanson de résistance sous Pétain, et chanson collabo en 1945)
  - Les Ricains, de Michel Sardou, la chanson devenue un classique du répertoire de Michel Sardou a pourtant suscité la critique, et ce pour différentes raisons, toutes d'ordre idéologique, qui parfois s'additionnent. Ainsi, les antifascistes accusent l'interprète de complaisance en exécutant le salut hitlérien durant le tour de chant, les antiaméricains accusent l'auteur d'Atlantisme, les ex-collaborationnistes relativisent les méfaits de l'occupation allemande, les communistes dénoncent le caractère antisoviétique de l'interprétation par son assimilation du soviétisme au nazisme: à la fin du tour de chant l'interprète est bras tendu et enchaîne de la main le salut hitlérien avec le salut de Lénine en chantant « Vous seriez tous en Germanie / À parler de je ne sais quoi / À saluer je ne sais qui » ; si les crimes d'Hitler sont établis dès 1946 avec le procès de Nuremberg, ce n'est qu'en 1956 que sont révélés les crimes de Staline. Quant aux gaullistes, ils dénoncent la minimisation de la participation française à la libération du pays.
- Jacques Brel :
  - Les Bourgeois, ce qui conduit l'auteur à remplacer dans le refrain « con » par "…"
- Liste non exhaustive des chansons de Georges Brassens interdites par le comité d'Écoute en Radiodiffusion[124] :
  - Le Gorille, dont la conclusion, brève et inattendue, critique la peine de mort[125]. Brassens s'est autocensuré en élaguant une dernière strophe[126] : « Nous terminerons cette histoire / Par un conseil aux chats-fourrés / Redoutant l'attaque notoire / Qu'un d'eux subit dans des fourrés : / Quand un singe fauteur d'opprob'e / Hante les rues de leur quartier / Ils n'ont qu'à retirer la robe / Ou mieux à changer de métier. »
  - Hécatombe
  - La Mauvaise Réputation
  - Le Mauvais sujet repenti
  - La Mauvaise herbe
  - Vénus callipyge
  - La Complainte des filles de joie
  - Putain de toi
  - Les Deux oncles
  - La Tondue
  - La fille à cent sous
  - Le Cocu
  - Brave Margot
  - La Femme d'Hector
  - Le Fossoyeur
  - Les Croquants
  - Le Pornographe
  - Les Trompettes de la renommée
  - Le Mécréant
  - Le temps ne fait rien à l'affaire
- Boris Vian, Le Déserteur (1954). Censurée une première fois de passage à la radio en 1954, la deuxième version est interdite de vente et de diffusion jusqu'en 1962[127].
- Jacques Debronckart, Mutins de 1917 Cette chanson, enregistrée sur le premier 33 tours de Jacques Debronckart en 1967, a été censurée en France, et n'a été diffusée que plus de 30 années plus tard sur les ondes publiques, sur France Inter (Histoires possibles et impossibles, Robert Arnaud) le 22 novembre 1998.
- Les Frères Jacques furent censurés pour deux chansons un brin iconoclastes: Petite fable sans morgue (également connue comme les petits cabinets de Province) célébration burlesque des WC rustiques ou l'on s'essuie avec des vieux journaux… et donc avec des portraits d'artistes et de ministres[128], et la très surréaliste chanson Général à vendre[129] (due à Francis Blanche) qui aurait pu déplaire au Général de Gaulle.
- Magali Noël et son interprétation de Johnny fais moi mal une évocation comique de l'amour masochiste écrite par Boris Vian, lui même censuré pour antimilitarisme (Cf Supra)[130]
- Pierre Perret En 1966 Il fut interdit d'antenne pendant 6 mois sur la télévision française à la suite d'une passe d'armes avec Claude Contamine PdG de la radiodiffusion publique. L'objet du litige était son iconoclaste chanson Les Jolies colonies de vacances (à prendre au second degré) . D'une part, Contamine souhaitait que le chanteur édulcore le couplet pouvant évoquer la Traite des blanches : Les P'tits on a vraiment pas de chance/On nous fait jamais voyager/ Les grandes on les envoie à Tanger / Dans d'autres colonies d'vacances"... et d'autre part un couplet (pourtant plus anodin) ou le petit garçon dit qu'il fait "pipi dans l'lavabo" avait scandalisé la très prude Yvonne de Gaulle . Cependant Roland Dhordain directeur de France Inter, refusa d'appliquer la consigne sur les ondes de la radio[131].
- Renaud, Hexagone (1975) Chanson interdite par une circulaire sur la radio France Inter pendant la visite du pape Paul VI en France[132].
- Pauline Ester, Le monde est fou (1990) retirée d'antenne pour cause de guerre du Golfe[133] !
- Les Wampas, Chirac en prison (2006). La publicité pour cet album a été interdite, et non sa diffusion[134].
- Charles Aznavour, L'Amour et la Guerre (1960). Pendant la guerre d'Algérie, la chanson est interdite sur les ondes nationales[135]. Elle sera la bande son du film de Claude Autant-Lara Tu ne tueras point [136].
- Les quatre membres du groupe Matmatah, leur manager, ainsi que l'éditeur graphique, ont été condamnés chacun, en 1998, à une amende de 15 000 francs pour « provocation à l'usage de stupéfiants » à cause de leur chanson L'Apologie qui plaide en faveur de la dépénalisation du cannabis[137].

### Livres et publications

#### Presse enfantine
En dehors des périodes de guerres, au cours des années 1930 et après la Seconde Guerre mondiale, la censure ne s'applique qu'à la presse enfantine pour des raisons morales.
Durant l'entre-deux-guerres, Louis Bethléem est considéré comme « le père Fouettard de la littérature ».

### Spectacles
En janvier 2014, le Conseil d'État confirme un arrêté d’interdiction d'un spectacle de Dieudonné. Cette ordonnance suscite la condamnation de la Ligue des droits de l'homme et les critiques de nombreux juristes qui la qualifient de censure,,. Selon Évelyne Sire-Marin, vice-présidente du TGI de Paris, la circulaire du ministre de l’Intérieur Manuel Valls « rompt avec des décennies d'abolition de la censure ». Jack Lang juge que l'ordonnance du Conseil d'État « tend à instaurer une sorte de régime préventif, voire de censure morale préalable à la liberté d'expression »,.

### Internet

#### Censure de contenus web
Au-delà du blocage de certains sites web par les fournisseurs d'accès à Internet (lire article détaillé ci-avant), certains cas de censure de contenus hébergés sur Internet ont lieu par pression ou intimidation de l'éditeur ou du responsable de publication, prétextant que ce contenu ou cette activité serait illicite, dans le but d'en obtenir le retrait ou d'en faire cesser la diffusion, alors que la requérante (personne qui demande la suppression) sait cette information inexacte. Ceci est une infraction au visa de l'article 6, alinéa 9, de la Loi pour la confiance dans l'économie numérique :

« 4. Le fait, pour toute personne, de présenter aux personnes mentionnées au 2 un contenu ou une activité comme étant illicite dans le but d'en obtenir le retrait ou d'en faire cesser la diffusion, alors qu'elle sait cette information inexacte, est puni d'une peine d'un an d'emprisonnement et de 15 000 EUR d'amende. »

« 4. Le fait, pour toute personne, de présenter aux personnes mentionnées au 2 un contenu ou une activité comme étant illicite dans le but d'en obtenir le retrait ou d'en faire cesser la diffusion, alors qu'elle sait cette information inexacte, est puni d'une peine d'un an d'emprisonnement et de 15 000 EUR d'amende. »